# پاعصایی
پاعصایی نام چند شخصیت تخیلی و ابرتبه‌کار در کتاب‌های کامیک مارول کامیکس می‌باشد. این کاراکتر به وسیلهٔ استن لی و والی وود خلق شده و در بی‌باک شماره‌های ۸ام (جون ۱۹۶۵) برای اولین بار معرفی شد.